# 佐古則男
佐古 則男（さこ のりお、1957年7月16日 - ）は、日本の実業家。ユニーグループ・ホールディングス代表取締役社長や、ユニー・ファミリーマートホールディングス代表取締役副社長を務めた。

## 人物・経歴
岐阜県下呂市出身。1976年岐阜県立加茂高等学校卒業。1980年明治大学農学部農学科卒業、ユニー入社。2001年アピタ中津川店長。2002年経営政策室マーケティング担当部長。2005年経営政策室長。2006年執行役員。2008年取締役に昇格。2010年取締役営業統括本部長。2011年常務取締役。2012年常務取締役営業統括本部長兼関連事業本部長。2012年専務取締役。2013年代表取締役社長。2019年取締役。
2015年からユニーグループ・ホールディングス代表取締役社長を務め、ファミリーマートとの経営統合にあたり、2016年には統合後のユニー・ファミリーマートホールディングスで代表取締役副社長に就任したが、ユニーがパン・パシフィック・インターナショナルホールディングスに売却されたことに伴い、2019年にユニー・ファミリーマートホールディングスの役員から退任した。同年ユニー代表取締役社長も退任し、同社取締役に就任したが同年5月28日付けで取締役も退任してユニーの役員から完全に外れた
。